# 西燕
西燕（384年—394年）是中國十六国时期慕容氏諸燕之一，由鲜卑慕容泓建立的政权。共存在10年。
前秦苻坚灭前燕后，尽徙鲜卑入关中。苻坚淝水兵败后，政权陷于瓦解。晋太元九年（384年），前燕皇帝慕容暐之弟慕容泓起兵反秦，在华阴（今陕西华阴县东南）自称济北王。因其地处于后燕、南燕、北燕之西，史称「西燕」。
其弟慕容冲也起兵反秦，兵败后归于慕容泓。慕容泓兵势大振，有众10万。后谋臣高盖等因慕容泓执法苛暴，杀慕容泓，拥立慕容冲为皇太弟。
次年（385年）慕容冲称帝于阿房（今陕西西安市西），率军陷长安（今陕西西安西北），纵兵暴掠。鲜卑贵族都想东归，不愿留在关中，太元十一年（386年）杀慕容冲。此後有數位前燕贵族和將領被擁立為君主，最後慕容廆族孫慕容永立为河东王，率众东归，击败前秦苻丕，据有长子（今山西长子县西），称帝。西燕強盛時，統治南抵軹關，北至新興，東依太行，西臨黃河。
西燕中兴九年（394年），后燕发兵先胜于臺壁、再陷长子，杀死慕容永及其公卿大將三十多人，西燕亡。
西燕政治混乱，政变不断，国祚仅10年，经历了7位君主，除了末代君主慕容永外皆死于政变。其中386年，竟然一年之内连续5位君主被杀。西燕不被列入十六国之内。

## 州郡列表
慕容泓时代
- 华阴县（属洛州弘农郡）

慕容冲时代
- 长安县（属司隶校尉京兆尹）

慕容永时代
- 上党郡
  - 长子县、壶关县、潞县、屯留县、铜鞮县、涅县、襄垣县、武乡县
- 建兴郡
  - 阳阿县、高都县、泫氏县、端氏县、濩泽县
- 新兴郡
  - 九原县、定襄县、云中县、晋昌县
- 河东郡
  - 安邑县、闻喜县、垣县、大阳县、猗氏县、解县、蒲坂县、河北县
- 太原郡
  - 晋阳县、阳曲县、榆次县、阳邑县、大陵县、祁县、平陶县、中都县、邬县
- 乐平郡
  - 沾县、上艾县、橑阳县、乐平县
- 雁门郡
  - 广武县、平城县、原平县
- 西河郡
  - 离石县、隰城县、介休县
- 平阳郡
  - 平阳县、杨县、永安县、蒲子县、狐讘县、襄陵县、绛邑县、临汾县、北屈县、皮氏县

## 君主列表
| 廟號 | 諡號   | 姓名   | 出身                                                    | 在位時間     | 年號                       |
| ---- | ------ | ------ | ------------------------------------------------------- | ------------ | -------------------------- |
| 无   | 无     | 慕容泓 | 前燕貴族，前燕皇帝慕容暐之弟                            | 384年        | 燕興 384                   |
| 无   | 威皇帝 | 慕容冲 | 前燕貴族，前燕皇帝慕容暐之弟，前任君主慕容泓之弟        | 384年－386年 | 燕興 384 更始 385年－386年 |
| 無   | 無     | 段隨   | 西燕將領                                                | 386年        | 昌平 386年                 |
| 無   | 無     | 慕容顗 | 前燕貴族，前燕宜都王慕容桓之子，慕容皝之孫              | 386年        | 建明 386年                 |
| 無   | 無     | 慕容瑤 | 慕容冲之子                                              | 386年        | 建平 386年                 |
| 無   | 無     | 慕容忠 | 慕容泓之子                                              | 386年        | 建武 386年                 |
| 無   | 无     | 慕容永 | 前燕貴族，慕容部首领慕容廆之姪孫（慕容廆弟慕容運之孫 ） | 386年－394年 | 中興 386年－394年          |

## 延伸阅读
[在维基数据编辑]
 《晉書/卷124》，出自房玄齡《晉書》

## 文献资料
1. ↑  徐俊. . 湖北武昌: 华中师范大学出版社. 2000年11月: 135–137. ISBN 7-5622-2277-0.